# Flagenium latifolium
Flagenium latifolium är en måreväxtart som beskrevs av Herbert Fuller Wernham. Flagenium latifolium ingår i släktet Flagenium och familjen måreväxter. Inga underarter finns listade i Catalogue of Life.